# Puchar Świata w Rugby 7 (2013)
Puchar Świata w Rugby 7 2013 – szósty Puchar Świata, turniej o randze mistrzostw świata w rugby 7 rozgrywany co cztery lata, który odbył się w Moskwie w kompleksie stadionu Łużniki w dniach od 28 do 30 czerwca 2013 roku. Rywalizowały w nim dwadzieścia cztery drużyny męskie i szesnaście żeńskich. Triumfatorami okazały się reprezentacje Nowej Zelandii.
Żadna ze 133 przebadanych pod kątem dopingu próbek nie dała wyniku pozytywnego.

## Wybór organizatora
Wstępne zgłoszenia związków rugby chętnych do zorganizowania tego turnieju były przyjmowane przez IRB do 3 listopada 2009. Na tym etapie żadne szczegóły nie były wymagane, toteż zgłosiło się osiem państw: Argentyna, Australia, Brazylia, Hongkong, Niemcy, Rosja, Szkocja i USA. Zgłoszenie Rosjan oznaczało jednocześnie rezygnację z ubiegania się o organizację piętnastoosobowego Pucharu Świata w 2019. Z ośmiu federacji, które złożyły wstępne zgłoszenia, trzy – Brazylia, Niemcy i Rosja – przedstawiły oficjalne wnioski w wyznaczonym terminie 15 grudnia 2009 roku. W maju 2010 roku IRB wyznaczyła Rosję na organizatora tego turnieju.

## Terminarz
W maju 2012 roku IRB ustaliła ramy czasowe turnieju – mecze zostały rozegrane w dniach od 28 czerwca do 30 czerwca 2013 roku na stadionie Łużniki. Szczegółowy terminarz został opublikowany na sto dni przed rozpoczęciem turnieju.

## Uczestnicy
W turnieju uczestniczyło 16 drużyn żeńskich i 24 męskie. Składy zespołów podano dzień przed zawodami.

### Kwalifikacje
Automatyczny awans do turnieju finałowego uzyskali w przypadku mężczyzn ćwierćfinaliści, a wśród kobiet półfinalistki poprzedniego Pucharu Świata. O pozostałe miejsca odbywały się turnieje eliminacyjne.

### Mężczyźni
|                           | Afryka                      | Ameryka Południowa | Ameryka Północna/Karaiby     | Azja                            | Europa                                                | Oceania                         |
| ------------------------- | --------------------------- | ------------------ | ---------------------------- | ------------------------------- | ----------------------------------------------------- | ------------------------------- |
| Automatyczna kwalifikacja | - Kenia - Południowa Afryka | - Argentyna        |                              |                                 | - Anglia - Rosja - Walia                              | - Fidżi - Nowa Zelandia - Samoa |
| Regionalne eliminacje     | - Zimbabwe - Tunezja        | - Urugwaj          | - Kanada - Stany Zjednoczone | - Japonia - Hongkong - Filipiny | - Portugalia - Hiszpania - Francja - Gruzja - Szkocja | - Australia - Tonga             |

### Kobiety
| | Afryka              | Ameryka Południowa | Ameryka Północna/Karaiby | Azja                         | Europa                                               | Oceania                     |
| --- | ------------------- | ------------------ | ------------------------ | ---------------------------- | ---------------------------------------------------- | --------------------------- |
| Automatyczna kwalifikacja | - Południowa Afryka |                    | - Stany Zjednoczone      |                              | - Rosja                                              | - Australia - Nowa Zelandia |
| Regionalne eliminacje | - Tunezja           | - Brazylia         | - Kanada                 | - Chiny - Japonia - Azja 3 * | - Anglia - Hiszpania - Francja - Holandia - Irlandia | - Fidżi *                   |
| * Najlepsza z drużyn z Oceanii (prócz Nowej Zelandii i Australii) wystąpiła w azjatyckim turnieju kwalifikacyjnym, z którego awans uzyskały trzy drużyny. |                     |                    |                          |                              |                                                      |                             |

## Losowanie grup
Na początku grudnia 2012 roku IRB ogłosiła, iż losowanie grup turnieju głównego odbędzie się w Moskwie 28 lutego 2013 roku. Podstawą do rozstawienia męskich zespołów była postawa prezentowana w zawodach IRB Sevens World Series w dwóch ostatnich pełnych sezonach (2010/11 i 2011/12) oraz w rozegranych do czasu losowania pięciu turniejach sezonu 2012/13. Wśród kobiet natomiast wzięte zostały pod uwagę wyniki osiągnięte w rozegranym w sezonie 2011/12 IRB Women's Sevens Challenge Cup wraz z pierwszymi dwiema rundami IRB Women's Sevens World Series (2012/2013).
Przed losowaniem zespoły zarówno męskie, jak i żeńskie, zostały podzielone na cztery koszyki według ustalonego wcześniej rankingu.
| Mężczyźni         | Mężczyźni         | Mężczyźni  | Mężczyźni |                   | Kobiety           | Kobiety  | Kobiety  | Kobiety |
| Koszyk 1          | Koszyk 2          | Koszyk 3   | Koszyk 4  | Koszyk 1          | Koszyk 2          | Koszyk 3 | Koszyk 4 |         |
| ----------------- | ----------------- | ---------- | --------- | ----------------- | ----------------- | -------- | -------- | ------- |
| Nowa Zelandia     | Walia             | Kanada     | Japonia   | Anglia            | Nowa Zelandia     | Holandia | Japonia  |         |
| Fidżi             | Argentyna         | Portugalia | Hongkong  | Australia         | Południowa Afryka | Chiny    | Tunezja  |         |
| Południowa Afryka | Francja           | Hiszpania  | Gruzja    | Kanada            | Hiszpania         | Francja  | Irlandia |         |
| Samoa             | Kenia             | Rosja      | Tunezja   | Stany Zjednoczone | Rosja             | Brazylia | Fidżi    |         |
| Anglia            | Szkocja           | Tonga      | Filipiny  |                   |                   |          |          |         |
| Australia         | Stany Zjednoczone | Zimbabwe   | Urugwaj   |                   |                   |          |          |         |

## Zawody
Zawody sędziowało dwudziestu sześciu mężczyzn i czternaście kobiet.

### Turniej mężczyzn
W wyniku przeprowadzonego 28 lutego 2013 roku losowania powstało sześć czterozespołowych grup.
| Grupa A   | Grupa B           | Grupa C  | Grupa D           | Grupa E | Grupa F    |
| --------- | ----------------- | -------- | ----------------- | ------- | ---------- |
| Australia | Południowa Afryka | Samoa    | Nowa Zelandia     | Fidżi   | Anglia     |
| Francja   | Szkocja           | Kenia    | Stany Zjednoczone | Walia   | Argentyna  |
| Hiszpania | Rosja             | Zimbabwe | Kanada            | Tonga   | Portugalia |
| Tunezja   | Japonia           | Filipiny | Gruzja            | Urugwaj | Hongkong   |

W zawodach triumfowali Nowozelandczycy w finale pokonując Anglików, brąz przypadł zaś reprezentantom Fidżi. Najwięcej punktów zdobył Kanadyjczyk Nathan Hirayama, zaś w klasyfikacji przyłożeń z siedmioma zwyciężył Fidżyjczyk Metuisela Talebula.

### Turniej kobiet
W wyniku przeprowadzonego 28 lutego 2013 roku losowania powstały cztery czterozespołowe grupy.
| Grupa A       | Grupa B           | Grupa C           | Grupa D |
| ------------- | ----------------- | ----------------- | ------- |
| Kanada        | Australia         | Stany Zjednoczone | Anglia  |
| Nowa Zelandia | Południowa Afryka | Hiszpania         | Rosja   |
| Holandia      | Chiny             | Brazylia          | Francja |
| Tunezja       | Irlandia          | Fidżi             | Japonia |

W zawodach triumfowały Nowozelandki w finale pokonując po raz drugi w tym turnieju Kanadyjki, brąz przypadł zaś reprezentantkom USA. Najwięcej punktów zdobyła przedstawicielka mistrzowskiej drużyny Portia Woodman (60), która wszystkie punkty zdobyła z przyłożeń zwyciężając również w tej klasyfikacji.

## Sponsorzy
W marcu 2013 roku ogłoszono głównych sponsorów zawodów – Mobile TeleSystems, Canterbury of New Zealand oraz Bank Zenit.
Globalnym partnerem została firma AIG.